# 삼서초등학교 상무분교
삼서초등학교 상무분교는 전라남도 장성군 삼서면 태청로 213 (소룡리)에 있었던 초등학교 분교이다.

## 연혁
- 1933년 4월 22일 설립인가
- 1934년 6월 1일 삼서공립보통학교 부설 소룡간이학교 개교
- 1944년 4월 1일 삼서서공립국민학교로 개교
- 1950년 4월 1일 삼서서국민학교로 개칭
- 1996년 3월 1일 삼서서초등학교로 개칭
- 1999년 3월 1일 삼서초등학교 상무분교장으로 격하
- 1999년 9월 1일 폐교(47회 졸업/총 졸업생 3305명)